# Duvergers Gesetz
Duvergers Gesetz (Loi de Duverger), benannt nach dem französischen Juristen und Politikwissenschaftler Maurice Duverger, ist die vermutete Gesetzmäßigkeit, nach der ein relatives Mehrheitswahlsystem zur Bildung eines Zweiparteiensystems führt. Im Umkehrschluss gelte, dass ein Verhältniswahlsystem zu einer Vielzahl von Parteien führt.
Die Idee hinter diesen Vermutungen ist, dass in einem relativen Mehrheitswahlsystem in Einerwahlkreisen nur wenige Kandidaten eine realistische Chance haben, gewählt zu werden. Bei strategischer Wahl gibt ein rational denkender Wähler seine Stimme dann nicht dem Kandidaten der Partei, die er persönlich bevorzugt, sondern einem anderen Kandidaten, der größere Erfolgsaussichten hat. So konzentrieren sich die Stimmen auf zwei Parteien, eine eher rechte und eine eher linke. Dieser Effekt wurde von Duverger in mehreren Aufsätzen in den 1950er- und 1960er-Jahren formuliert und daraufhin allgemein als Duvergers Gesetz in die Fachliteratur übernommen.
Das Gesetz ist inzwischen jedoch vielfach kritisiert worden. Der Effekt komme nur zustande, wenn es wenige Konfliktlinien in der Gesellschaft gibt, typischerweise die zwischen Arm und Reich (Arbeit und Kapital). Das nütze einer sozialdemokratischen Partei einerseits und einer konservativ-liberalen andererseits. In den meisten Gesellschaften kommen aber noch weitere Konfliktlinien hinzu, zum Beispiel konfessioneller, ideologischer oder kultureller Art. Wichtig ist auch, ob Minderheiten in einzelnen Regionen konzentriert wohnen (und folglich Wahlkreise erobern können) oder verstreut über das Land.
Als das klassische Beispiel von Duvergers Gesetz galt Großbritannien; 1974 und 2010 gelang es jedoch der Liberal Party bzw. den Liberal Democrats als dritte Partei eine mehrheitsentscheidende Anzahl von Parlamentsplätzen zu erreichen. Die Regierungskoalition zwischen der Conservative Party und den Liberal Democrats in den Jahren 2010 bis 2015 kann als Gegenbeispiel für die unterstellte Gesetzmäßigkeit dienen. Ebenso wählt Indien auch nach Einerwahlkreisen, dort kommt eine Vielzahl von regionalen Kleinparteien ins Parlament. In den USA dagegen bestätigt sich das Gesetz, unter anderem unterstützt durch intensives Gerrymandering.